# Tractus retinohypothalamicus
De tractus retinohypothalamicus is een zenuwbaan die vanaf de retinale ganglioncellen in de retina van beide ogen door de oogzenuw en het chiasma opticum naar de nucleus suprachiasmaticus in de hypothalamus loopt en een rol heeft in de ontwikkeling van circadiane ritmes. De nucleus suprachiasmaticus gebruikt de informatie die het door de tractus retinohypothalamicus over licht, donker en daglengte krijgt in het bepalen van de biologische klok.
De retinale cellen in de tractus retinohypothalamicus zijn in essentie fotoreceptorcellen die het fotopigment melanopsine bevatten. De cellen projecteren direct naar de nucleus suprachiasmaticus, die de pijnappelklier kan aansturen tot het afscheiden van melatonine.